# Santa Luz
Santa Luz é um município brasileiro do estado do Piauí. Localiza-se na microrregião do Alto Médio Gurguéia, mesorregião do Sudoeste Piauiense.